# Daunschlössl

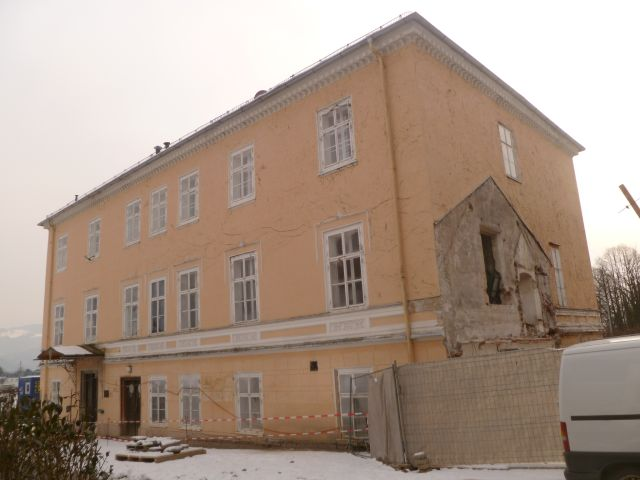
Das Daunschlössl im Winter 2011/12

Das Daunschlössl, auch unter den Namen Weingartenschlössel oder Villa Berta bekannt, ist ein Gebäude in der österreichischen Stadt Salzburg. Es steht an der Stelle eines mittelalterlichen Wehrturms, er war in seiner jetzigen Form ursprünglich im Besitz des Salzburger Domkapitels und wechselte später öfters den Besitzer. Das Daunschlössl befindet sich in der Brunnhausgasse 29 im Stadtteil Nonntal und wurde zuletzt zu Wohnzwecken genutzt.

## Geschichte
Am Standort des Daunschlössels befand sich das urkundlich erstmals 1139 erwähnte Gut Weingarten des Salzburger Domkapitels. Der Dompropst und letzte Salzburger Gegenerzbischof, Christoph Ebran von Wildenberg, hatte 1480 im bereits bestehenden Weingarten einen Turm errichten lassen. Dieser Wehrturm hatte die Ausmaße von 13 × 13 Metern. Im Erdgeschoß war ein großer Saal mit zwei Säulen, welche die Gewölbedecke trugen. Vermutlich gab es ein Obergeschoß. Bei archäologischen Grabungen 2010/2011 wurden Reste dieses Wehrturms entdeckt sowie keramisches Fundmaterial, Münzen, Buntmetallbeschläge und Reste von Ofenkacheln aus dem Mittelalter sowie der Frühneuzeit sichergestellt. Daneben wurden Grundmauerreste eines kleineren, rechteckigen Gebäudes gefunden. Dieses scheint noch älter als der quadratische Bau zu sein. Es dürfte sich dabei ebenfalls um Reste einer Wehranlage handeln.
Nach dem verlorenen Streit mit Kaiser Friedrich III. und seiner Exkommunikation durch den Papst musste Christoph Ebran von Wildenberg diesen Turm abtragen lassen. Dabei rankt sich um das Weingartenschlössl die Erzählung, dass der damalige Erzbischof von Salzburg Bernhard von Rohr vorhatte, dem Ungarnkönig Matthias Corvinus, mit dem das Erzbistum im Kampf gegen die Türken verbunden war, die Stadt Salzburg zu überantworten. Über das Weingartenschlössl und den Almkanal sollten die Ungarn in die Stadt gelassen werden. Diese Deutung scheint historisch falsch zu sein; aber der Kaiser konnte erreichen, dass die Befestigungsanlagen 1481 teilweise abgetragen wurden.
1529 ließ das Domkapitel durch Balthasar von Lamberg den bestehenden Bau zu einem Sommersitz für den jeweils zweitältesten Domherrn ausbauen. Zwischen 1528 und 1792 hatten das Daunschlössl insgesamt 23 Domherren inne. Den Namen erhielt es nach dem Domherren Carl Joseph Graf von Daun, der ab 1777 Besitzer war. Er verkaufte es 1800 an seinen Gärtner Karl Hoffmann. Ein späterer Besitzer war der Bürgermeister der Stadt Salzburg Heinrich Ritter von Mertens, der das halbverfallene Gebäude im „althochdeutschen Geschmack“ umbauen ließ. Dieser musste das Schlösschen bald an Bertha Fürstin Lobkowitz, die Schwester von Kardinal Schwarzenberg, verkaufen. Auf sie verweist der zweite Name des Gebäudes, nämlich Villa Berta. Danach war Gräfin Karoline von Blome die Besitzerin. 1836 eröffnete hier ein Michael Stürzer am Schlossteich des Daunschlössls eine „Kalt-Wasser-Badeanstalt“. Diese dürfte bis etwa 1850 bestanden haben.

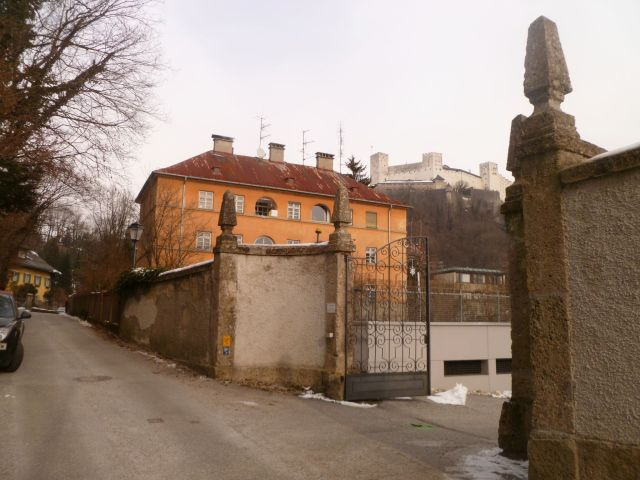
Eingangstor zum Daunschlössl
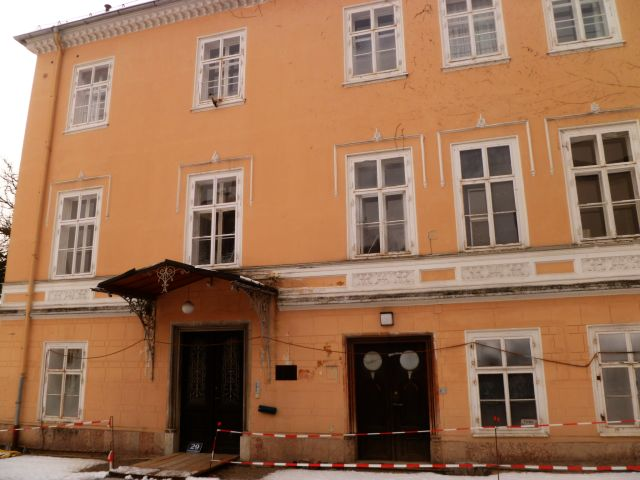
Daunschlössl: Eingang
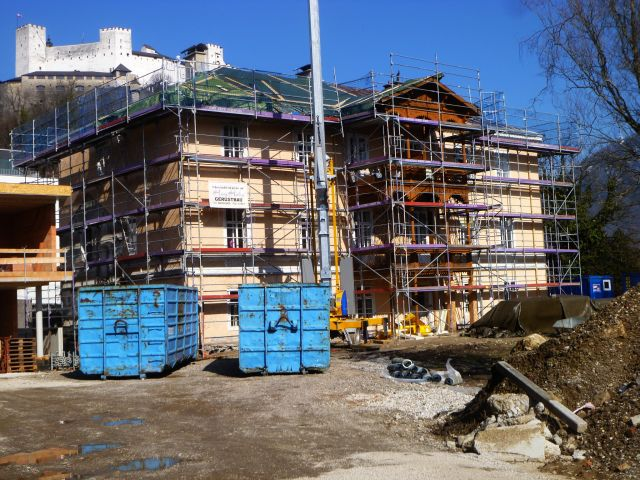
Gartenseite des Daunschlössls: Renovierungsarbeiten
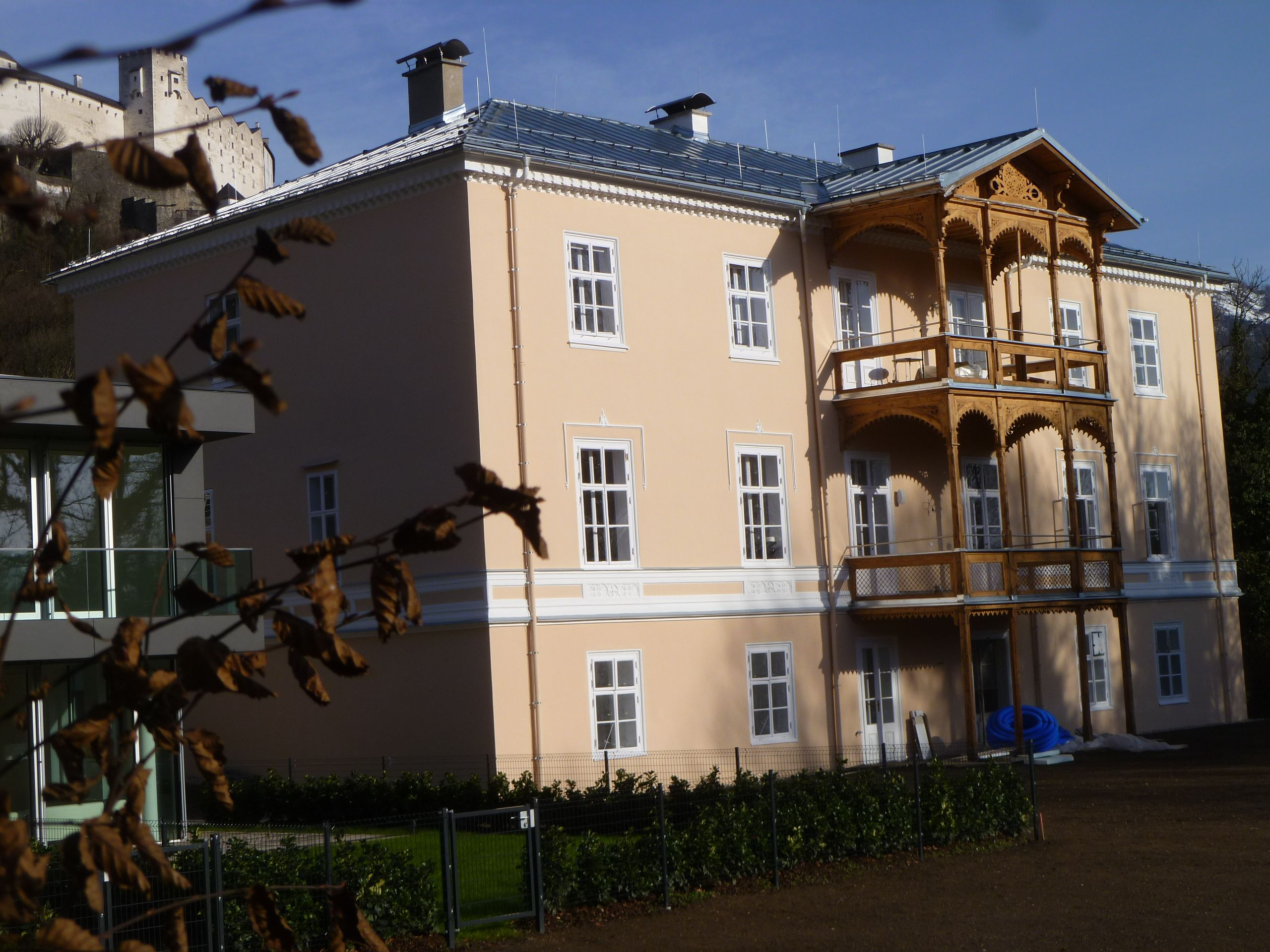
Daunschlössl nach der Renovierung 2012 (Gartenseite)
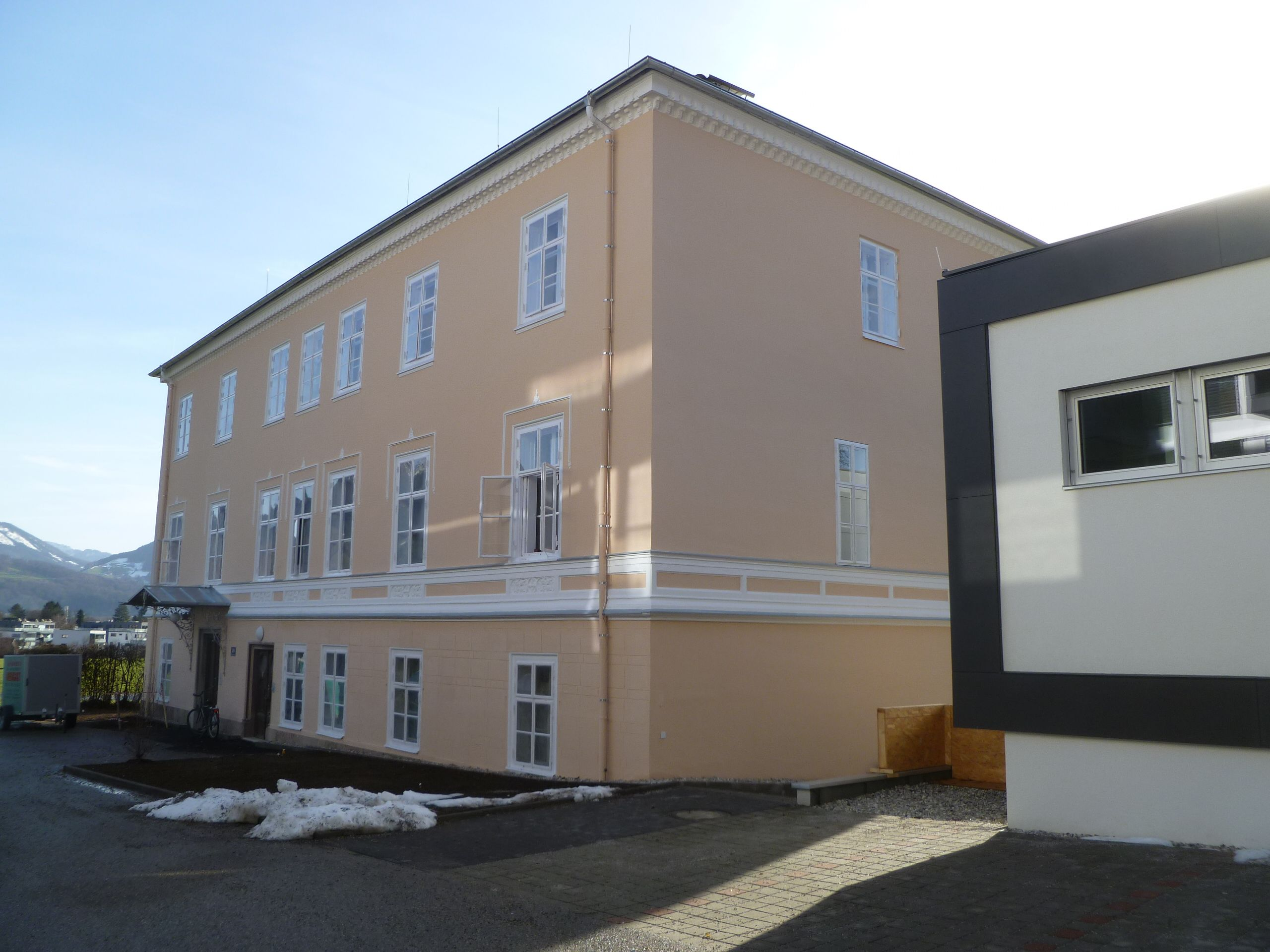
Daunschlössl nach der Renovierung 2012 (Eingangsseite)

## Das Daunschlössl heute
Ende der 1930er Jahre kam die Villa in den Besitz der Salzburger Landesregierung (heute Grundverkehrs-Landeskommission). Nach dem Zweiten Weltkrieg wurde das Daunschlössl zu einem Beamtenwohnhaus der Salzburger Landesregierung umgebaut. Der einst dazugehörende, stattliche Meierhof musste 1960 dem Bau von Platten-Wohnbauten weichen. Das Daunschlössl war bis vor kurzem noch von Gebäuden der ehemaligen Gärtnerei und Resten des einstigen Gartens umgeben. Ab 2012 erfolgt eine Revitalisierung des Anwesens, für die wesentliche Teile des umgebenden Grünlandes in Flächen für den Wohnbau umgewidmet wurden. Teile der ehemaligen Gärtnerei sind zu einem kleinen Park umgestaltet worden.